# Parafia Chrystusa Króla w Żywcu
Parafia Chrystusa Króla – parafia rzymskokatolicka znajdująca się w Żywcu, w dzielnicy Sporysz. Parafia należy do metropolii krakowskiej, diecezji bielsko-żywieckiej i dekanatu żywieckiego.